# Alexander Vucinich
Alexander Vucinich (ur. 1914, zm. 2002)  – amerykański historyk serbskiego pochodzenia, badacz dziejów Rosji. 

## Życiorys
Był bratem Wayne'a S. Vucinicha. Urodził się w Butte w Montanie w rodzinie serbskich emigrantów. Po śmierci rodziców w 1918 został wysłany do Jugosławii. Absolwent uniwersytetu w Belgradzie. Do USA powrócił w 1938 roku. W okresie II wojny światowej służył w armii amerykańskiej. Studiował w University of California w Berkeley, doktorat uzyskał na Columbia University w 1950. Był profesorem University of Illinois, University of Pennsylvania, University of Texas. Zajmował się historią nauki i myśli społecznej w ZSRR.

## Wybrane publikacje
- The The Soviet Academy of Sciences, Stanford 1956.
- Social Thought in Tsarist Russia: The Quest for a General Science of Society, 1861-1917, Chicago 1976.
- Empire of Knowledge: The Academy of Sciences of the USSR (1917-1970), Berkeley 1983.
- Darwin in Russian Thought, Berkeley 1988.
- Einstein and Soviet Ideology, Stanford 2001.